# Michael Gwisdek
Michael Gwisdek (ur. 14 stycznia 1942 w Berlinie, zm. 22 września 2020) – niemiecki aktor i reżyser. Występował w ponad 130 filmach i programach telewizyjnych od 1968 roku. 

## Życiorys
Absolwent Akademii Teatralnej „Ernst Busch” w Berlinie. Z aktorką Corinna Harfouch ma dwóch synów - kompozytora Johannesa i aktora Roberta. 

## Filmografia
- 1968: Die Toten bleiben jung jako oficer SS
- 1997: Unter die Haut jako Schuster
- 2003: Good bye, Lenin! jako dyrektor Klapprath
- 2005: Leila i Nick jako Bahnangestellter
- 2006: Cząstki elementarne jako profesor Fleißer
- 2007: Wyspa skarbów jako Niewidomy Pew
- 2007: Alma ermittelt - Tango und Tod jako Robert
- 2008: Küss mich, wenn es Liebe ist jako Herbert Glück
- 2010: Pieśń we mnie jako Anton Falkenmayer
- 2010: Księżniczka na ziarnku grochu jako Król
- 2012: Oh, Boy! jako starzec
- 2012: Jezus mnie kocha jako Bóg
- 2012: W pogoni za nieszczęściem  jako Paul
- 2013: List w butelce jako Thomas
- 2014: Pani szuka pana jako Dieter Düncker